# Ерзово
Ерзово — деревня в составе Егоровского сельсовета в Воскресенском районе Нижегородской области.

## География
Находится в правобережье Ветлуги на расстоянии примерно 35 километра по прямой на юг-юго-восток от районного центра поселка  Воскресенское.

## История
Деревня известна с 1859 года, когда в ней было учтено 33 двора и 212 жителей. Население занималось лесозаготовками.

## Население
Постоянное население составляло 21 человек (русские 100%) в 2002 году, 12 в 2010 году .